# Gamtsasjauratj
Gamtsasjauratj är en sjö i Arjeplogs kommun i Lappland och ingår i Skellefteälvens huvudavrinningsområde. Sjön har en area på 0,153 kvadratkilometer och ligger 543 meter över havet.

## Delavrinningsområde
Gamtsasjauratj ingår i det delavrinningsområde (739416-153874) som SMHI kallar för Utloppet av Aleb Luoitaure. Medelhöjden är 778 meter över havet och ytan är 33,01 kvadratkilometer. Räknas de 8 avrinningsområdena uppströms in blir den ackumulerade arean 165,14 kvadratkilometer. Tjidtjakjåkkå som avvattnar avrinningsområdet har biflödesordning 3, vilket innebär att vattnet flödar genom totalt 3 vattendrag innan det når havet efter 349 kilometer. Avrinningsområdet består mestadels av skog (33 procent) och kalfjäll (53 procent). Avrinningsområdet har 4,52 kvadratkilometer vattenytor vilket ger det en sjöprocent på 13,7 procent.